# Mike Campbell (Pvt) Ltd and Others v Republic of Zimbabwe
Mike Campbell (Pvt) Ltd and Others v Republic of Zimbabwe è un caso aperto dal tribunale della Comunità di sviluppo dell'Africa meridionale (SADC) il 28 novembre 2008. Il tribunale sostenne che il governo dello Zimbabwe, con a capo il Presidente Robert Mugabe, avesse violato il trattato della SADC applicando una politica di riforma agraria discriminatoria da un punto di vista razziale contro gli agricoltori bianchi del Paese e negando loro l'accesso alle corti di giustizia.
Il caso fu significativo per le seguenti ragioni. Innanzitutto le decisioni del tribunale internazionale che deliberò sulla necessità di una costituzione nazionale di adeguarsi ai diritti fondamentali dell'uomo. In secondo luogo, la sentenza enfatizzò come l'accesso alla giustizia fosse uno di tali diritti e che il relativo impedimento fosse inoltre una violazione del Rule of Law. 

## Antefatti
La riforma agraria in Zimbabwe iniziò con la firma degli accordi di Lancaster House nel 1979 il cui l'obiettivo era una redistribuzione più equa della terra tra la minoranza bianca e la maggioranza nera, storicamente esclusa dalla vita politica. Dopo un primo periodo di transizione graduale, nel 2000 iniziarono a verificarsi invasioni ed espropri caldeggiati del governo stesso secondo il "fast track resettlement program", annunciato nel luglio 2000.
In questo contesto, si inserisce la figura di Mike Campbell, un capitano dell'Esercito del Sudafrica, che si insediò in Zimbabwe nel distretto di Chegutu, presso una fattoria denominata Mount Carmell, nel 1974. A seguito dell'indipendenza del Paese, acquistò la proprietà dove si trovava e ricevendone pieno titolo quando il governo dello Zimbabwe dichiarò il suo disinteresse per quella terra.